# 哈坎·恰尔汗奥卢
哈坎·恰尔汗奥卢（土耳其語：Hakan Çalhanoğlu，發音：[ˈhaːkan ˈtʃaɫhanoːɫu]；1994年2月8日—）是一名土耳其足球运动员，司职前腰。现效力意甲球隊国际米兰，他也是土耳其国家足球队成员和队长。

## 早年
恰尔汗奥卢1994年2月8日生于德国曼海姆，是土耳其移民后裔。他于2001年加入了瓦德霍夫曼海姆俱乐部的青训系统，2009年加入卡尔斯鲁厄青训。

## 职业生涯

### 卡尔斯鲁厄
2011-12赛季恰尔汗奥卢在德国乙级联赛的卡尔斯鲁厄体育俱乐部开始了职业生涯，因表现出色而得到了多支德甲球队的关注，最终汉堡与他签下了一份四年的合同。2012-13赛季他以租借形式继续为卡尔斯鲁厄效力，赛季结束后正式转会汉堡。

### 汉堡
2013-14是恰尔汗奥卢职业生涯首个德甲赛季，刚刚加盟汉堡体育俱乐部他就坐稳了主力位置。虽然该季汉堡队战绩不佳，最后惊险保级，但恰尔汗奥卢全季打进11球的表现得到一致认可，在与多特蒙德足球俱乐部的一场德甲比赛中他在距球门40米外利用任意球直接破门，帮助球队3:0击败对手。

### 勒沃库森
2014年夏天勒沃库森向汉堡支付了1450万欧元，恰尔汗奥卢正式转会至勒沃库森足球俱乐部，与新球队签约五年。恰尔汗奥卢获得了2014年欧洲金童奖提名。

### AC米兰
2017年7月3日，意甲联赛的AC米兰官方宣布签下恰尔汗奥卢，双方签下了一纸为期4年的合约；据意大利媒体透露，他的转会费是2000万欧元外加500万欧元的浮动条款。

### 國際米蘭
2021年6月22日，恰爾汗奧盧與意甲俱樂部國際米蘭簽訂了一份為期三年的合約，該隊是他之前俱樂部的勁敵。2023年6月5日，他同意与国际米兰续约4年，合同延长至2027年。

## 国家队生涯
恰尔汗奥卢曾是土耳其各级青年国家队成员，虽然他可以代表德国，但他还是选择了土耳其国家足球队。2013年8月31日对阵安道尔，恰尔汗奥卢首次代表土耳其成年国家队出场比赛。
2016年6月，恰爾汗奧盧隨隊征戰2016年法國歐洲盃。整屆賽事中，恰爾汗奧盧出戰2場比賽，未斬獲進球或助攻，球隊最終以小組第三的身份出局。
2019年3月22日，恰尔汉奥卢（Çalhanoğlu）在土耳其2-0战胜阿尔巴尼亚国家足球队的比赛中打进了球队的第二个进球，帮助球队赢得了2020年欧洲杯预选赛的开门红。2021年6月1日，他入选了推迟举行的2020年欧洲杯土耳其队名单。2022年3月，在布拉克·伊尔马兹退役后，他成为土耳其国家队队长。2024年6月7日，他被召入参加2024年欧洲杯的26人名单，成为继鲁斯图·雷奇贝尔之后，第二位参加三届欧洲杯的土耳其球员。

## 技术特点
恰尔汗奥卢惯用右脚，技术细腻，传球精准，尤其擅长任意球。

## 個人生活
恰尔汗奥卢出生于德国曼海姆，父母是来自土耳其巴伊布尔特的土耳其人。2017年，恰尔汗奥卢在曼海姆与他的青梅竹马西奈姆·君多杜结婚。这对夫妇曾出现婚姻问题，恰尔汗奥卢因此决定提出离婚，但在2018年，据报道，这对夫妇和好了。他们的女儿莉亚于2019年3月在曼海姆出生。他们还有两个儿子，分别是阿亚兹和阿希尔·詹（出生于2023年11月）。

## 榮譽

### 球會
國際米蘭
- 意大利足球甲级联赛冠軍：2023/24賽季[24]
- 意大利盃冠軍：2021/22、2022/23賽季
- 義大利超級盃冠軍：2021、2022、2023年